# 조지 바커 제프리
조지 바커 제프리(George Barker Jeffery FRS, 1891년 5월 9일 – 1957년 4월 27일)는 20세기 초의 선도적인 수리 물리학자이다. 과학 지식이 풍부한 대중에게 그는 아마도 알버트 아인슈타인, 헨드릭 로렌츠, 그리고 다른 상대성 이론의 아버지들의 논문을 번역한 사람으로 가장 잘 알려져 있을 것이다.

## 경력
제프리는 1891년에 태어나 Strand School, Wilson's School 및 런던 킹즈 칼리지에서 교육을 받았다. 1909년에 그는 London Day Training College에서 교사 자격을 얻었고 1911년에 런던 유니버시티 칼리지를 졸업했다. 1912년부터 1921년까지 제프리는 런던 유니버시티 칼리지에서 응용 수학 조교로 재직했다. 그는 연구생이자 L. N. G. Filon의 조교였다. 1921년에 그는 유니버시티 칼리지에서 수학의 대학 강사(Reader)가 되었다. 1922년에 그는 런던 킹즈 칼리지의 수학 교수로 임명되었다. M. J. M. Hill이 1923년 은퇴함에 따라 1924년에 그는 순수 수학의 Astor 교수로 유니버시티 칼리지로 돌아왔다.
1945년 제프리는 새로 설립된 런던 대학교 교육 연구원(Institute of Education)의 이사로 임명되어 그곳에서 서아프리카 교육 문제에 관심을 갖게 되었다. 그는 또한 중등 학교 시험 위원회, 교사 훈련 및 공급에 관한 국가 자문 위원회, 새로운 교육 펠로우십, 식민지 교육 자문 위원회, 대학 및 교육부 교사 협회에 적극적으로 참여했다. 그는 또한 국립 교육 연구 재단의 회원이었다. 그는 1957년에 연구소에서 은퇴했고 같은 해에 사망했다.

## 기여
1922년 그는 점성 유체에서 타원체 입자의 움직임을 설명하고 현재 제프리 방정식으로 알려진 것을 설명하는 논문을 발표했다. 1923년 W. Perrett과 함께 그는 아인슈타인, 로렌츠, 바일 및 민코프스키의 상대성에 관한 중요 논문의 결정적인 영어 번역본을 출판했다. 이 작업과 관련하여 그는 아인슈타인 및 다른 사람들과 서신을 교환했다. 1926년에 O. Baldwin과 함께 일반 상대성 이론에서 아인슈타인 장 방정식의 모든 엄밀 해 중에서 가장 중요한 것으로 널리 생각되는 중력 평면파를 제시하는 논문을 발표했다.
제프리는 1926년 왕립학회 회원으로 선출되었고 1938년부터 1940년까지 부회장을 역임했다. 그는 1949년 10월 영국 식민지 국무장관의 초청을 받아 서아프리카를 방문하여 "서아프리카 학교 시험 위원회를 설립해야 한다는 제안"에 대해 연구하고 조언했다. 그는 1949년 12월부터 1950년 3월까지 감비아, 시에라리온, 가나 (당시 골드 코스트), 나이지리아에 방문했다. 1950년 3월에 발표된 그의 보고서(이후 Jeffery 보고서로 알려짐)는 서아프리카 심사 위원회에 대한 제안을 강력하게 지지했으며 위원회의 구성과 임무에 대한 자세한 권장 사항을 제시했다. 권장 사항은 완전하게 채택되었다.

## 개인 생활
1891년 5월 9일에 태어났다.
1916년에 그는 엘리자베스 스코필드와 결혼했다.
제프리는 퀘이커교도였으며 1916년 제1차 세계대전 당시 양심적 병역거부자로 감옥에서 짧은 시간을 보냈고 웨이크필드에 있는 홈 오피스 작업 센터에서 더 많은 시간을 보냈다. 1934년에 그는 Christ, Yesterday And Today 라는 제목으로 퀘이커교도 연례 회의에서 Swarthmore 강의를 했다. 1957년 4월 27일 사망하였다.

## 같이 보기
- Reissner-Nordström 계량